# Henrik VII., car Svetog Rimskog Carstva
Henrik VII. (njem. Heinrich VII.) (Valenciennes, o. 1275. – Buonconvento kraj Siene, 24. kolovoza 1313.) bio je luksemburški grof od 1288., rimsko-njemački kralj od 1308. i car Svetog Rimskog Carstva od 1312. do svoje smrti. Bio je prvi njemački car iz dinastije Luksemburgovaca. 

## Životopis

### Podrijetlo
Henrik je rođen u Valenciennesu, gradu na sjeveru današnje Francuske, kao sin luksemburgškog grofa Henrika VI. i Beatrice iz grofovske obitelji Avesnes. Nakon što je 1308. godine izabran za kralja Rimljana, čime je u stvari dobio položaj kralja Njemačke, Henrik je, vođen idejom stvaranja velike europske monarhije, 15. kolovoza 1309. godine najavio da namjerava otputovati u Italiju i primiti carsku krunu iz ruku pape. U međuvremenu, jer je u Češkoj 1306. godine izumrla dinastija Pšemislovića, Henrik VII. je svog sina Ivana Slijepog oženio nasljednicom češke krune Eliškom (Elizabetom), čime je Ivan postao češki kralj 1310. godine i legitimni pretendent na krunu Ugarske i krunu Poljske.

### Vladavina
Henrik VII. je 1310. godine poduzeo vojni pohod na Italiju s ciljem ceremonijalnog dolaska u Rim koji se očekivao od svakog titularnog kralja Rimljana. U Milanu je 1311. godine okrunjen za kralja Italije, a u Rimu je okrunjen 29. lipnja 1312. za cara Svetog rimskog carstva. Samim time, Henrik VII. je postao prvi car Svetog rimskog carstva još od Fridrika II., a njegovim krunjenjem okončano je međuvlašće koji je trajalo još od 1250. godine. Glavni cilj Henrikove politike bio je obnova carske vlasti u sjevernoj Italiji. Najjači otpor pružila mu je Firenca, a zatim i drugi gradovi u Toskani. Car se porječkao i s gvelfima i s gibelinima, a njegov dolazak izazvao je približavanje pape Klementa V. i napuljskog kralja Roberta Mudrog. Kako je Robert pored kraljevske titule bio i grof Provanse dugovao je vazalsku lojalnost caru. Henrik je krenuo kazniti Roberta zbog navodne neposlušnosti. Njegova prva meta je bio grad Siena koji je bio gvelfski (podržavao je papu) i Henrik je započeo s njegovom opsadom. No, unutar tjedna Henrik je obolio od malarije. Napustio je Sienu 22. kolovoza. Našao je utočište u Buenconventu blizu Siene gdje je preminuo 24. kolovoza 1313. Njegovo tijelo kasnije je premješteno u katedralu Uznesenja Marijina, u gibelinskom gradu Pisi.
Nakon Henrikove smrti carska vlast se brzo urušila u Italiji. Ipak, njegov dolazak ostavio je snažan dojam na suvremenike, na prvom mjestu na Dantea. U svojoj Božanstvenoj komediji Dante na nekoliko mjesta spominje u pozitivnom kontekstu Henrika VII. U Petoj sferi Raja, u kojoj se nalaze hrabri ratnici i vladari iz prošlosti, Dante spominje kako je počasno mjesto rezervirano i za Henrika. Također, u Čistilištu, Henrik VII se spominje kao spasitelj koji će obnoviti carsku vlast u Italiji i okončati razne zlouporabe Rimokatoličke crkve.
Henrika smrt je dovela do nove borbe oko carske krune. Njegov sin Ivan Slijepi nije se uspio nametnuti za novog cara, dok su najozbiljniji pretendenti na položaj cara bili Ludovik Bavarski iz dinastije Wittelsbacha i austrijski vojvoda Fridrik III. Lijepi iz dinastije Habsburga. Poslije pobjede kod Mildorfa u rujnu 1322. carsku krunu je ponio Ludovik IV. Bavarski.

## Obitelj
Henrik VII. je od 1292. bio oženjen Margaretom, kćerkom brabantskog vojvode Johanna I. S njom je imao troje djece:
- Ivana Slijepog (10. kolovoza 1296 - 26. kolovoza 1346), grofa od Luksemburga i kralja Češke.
- Mariju (1304-26 ožujka 1324), koja je 1322. udana za francuskog kralja Karla IV Lijepog.
- Beatrice (1305-11 studeni 1319), koja je 1318. udana za ugarskog kralja Karla I Roberta.

## Vanjske poveznice
|  | Zajednički poslužitelj ima još gradiva o temi Henrik VII., car Svetog Rimskog Carstva |

- Henrik VII. Hrvatska enciklopedija
- Henrik VII. Proleksis enciklopedija
- Henry VII Britannica (engl.)
- Henry VII (Holy Roman Empire) encyclopedia.com (engl.)

| Prethodnik: Albert I. (1298.-1308.) | Rimsko-njemački kralj (1308. – 1313.) | Nasljednik: Ludovik IV. Bavarski (1313.-1347.) |